# Torrescárcela
Torrescárcela is een gemeente in de Spaanse provincie Valladolid in de regio Castilië en León met een oppervlakte van 50,87 km². Torrescárcela telt 161 inwoners (1 januari 2016).

## Demografische ontwikkeling
Bron: INE, 1857-2011: volkstellingen
Opm.: In 1857 werd de gemeente Aldealbar aangehecht